# Кубок Убер 1972
6-й Кубок Убер (крупнейшее международное соревнование по бадминтону среди женских команд) прошёл в сезоне 1971—1972 годов. Он начинался в четырёх квалификационных зонах — Азиатской, Австралазиатской, Европейской и Панамериканской. Обладатель кубка прошлого сезона — команда Японии — была избавлена от необходимости проходить квалификацию, и играла сразу во 2-м раунде плей-офф. В конце сезона четыре победителя зон съехались в Токио (Япония), где, вместе с текущим обладателем кубка, провели между собой плей-офф и определили двух участников, в заключительном раунде сразившихся за кубок.

## Команды и зоны
| Австралазиатская зона - Австралия - Новая Зеландия | Азиатская зона - Япония (не участвовала в квалификации) - Гонконг - Индонезия - Индия - Малайзия - Таиланд | Европейская зона - Англия - Дания - Ирландия - Швеция - Нидерланды - ФРГ - Шотландия | Панамериканская зона - Канада - США |

## Итоги зональных турниров
В Австралазиатской зоне Новая Зеландия победила 4-3 Австралию. В Азиатской зоне в плей-офф вышла Индонезия. В Европейской зоне в финале Дания обыграла Англию 5-2. В Панамериканской зоне Канада обыграла США со счётом 6-1.

## Плей-офф

### Первый раунд
| Индонезия      | 7—0          | Канада |
| Новая Зеландия | во 2-й раунд |        |
| Япония         | во 2-й раунд |        |
| Дания          | во 2-й раунд |        |

### Второй раунд
| Индонезия | 7—0 | Новая Зеландия |
| Япония    | 7—0 | Дания          |

## Финальный раунд
| Япония | 6—1 | Индонезия |